# Rock ’n’ Roll (альбом Джона Леннона)
| Оценки критиков               | Оценки критиков |
| Источник                      | Оценка          |
| ----------------------------- | --------------- |
| AllMusic                      | [ 1 ]           |
| Robert Christgau              | B–              |
| Mojo                          | [ 3 ]           |
| The Music Box                 | [ 4 ]           |
| MusicHound                    | 4/5             |
| Paste                         | [ 6 ]           |
| Pitchfork Media               | 7.1/10          |
| Rolling Stone                 | (unfavourable)  |
| The Rolling Stone Album Guide | [ 9 ]           |
| Uncut                         | [ 10 ]          |

Rock ’n’ Roll — шестой студийный альбом Джона Леннона, и первый его альбом, где нет ни одной песни, написанной им. Альбом вышел в 1975 году на лейбле Apple Records. Rock ’n’ Roll поднялся на шестое место в британском и американском чартах, и впоследствии был сертифицирован как золотой. Сингл «Stand by Me», выпущенный 10 марта 1975 года, занял 20 место в американском чарте.
Альбом состоит из кавер-версий хитов рок-н-ролла конца 1950-х — начала 1960-х годов.

## История
В 1969 году Леннон сочинил песню «Come Together» для альбома Abbey Road группы The Beatles, вдохновившись песней «You Can’t Catch Me» Чака Берри. Она получилась слишком схожей с оригиналом — кроме того, Леннон использовал третью строчку второго куплета («Here come old flat-top») для своего текста — поэтому Моррис Леви, владелец лейбла Big Seven Music, подал судебный иск за нарушение авторских прав. В декабре 1973 года в Нью-Йоркском суде прошло слушание по делу. Впоследствии конфликт был улажен с условием, что Леннон должен будет записать три песни, принадлежащих лейблу Big Seven, и включить их в свой следующий альбом. Леви предлагал записать песни «You Can’t Catch Me», «Angel Baby» and «Ya Ya», однако предоставил Леннону право изменить последние две на любые другие того же лейбла.
Изначально альбом планировалось назвать «Oldies But Mouldies».
Запись альбома началась в конце 1973 года. Изначально Леннон объединился с продюсером Филом Спектором и предоставил ему полный контроль. Спектор выбрал несколько песен, забронировал студию и пригласил музыкантов.
В ходе создания альбома мнения Леннона и Спектора постоянно расходились, поэтому сеансы записи зачастую кончались ничем. Примерно в это же время Фил, вёзший кассеты с записями, попал в аварию, и у Джона не было возможности забрать кассеты себе. После того, как Джон получил их назад, было решено, что только 4 дубля приемлемы, а остальные необходимо перезаписать. В результате работа затянулась и была завершена сразу после выхода альбома Walls And Bridges 21-25 октября 1974 года. Выпуск альбома Rock ’n’ Roll в итоге был отложен до апреля 1975.

## Обложка альбома
Леннон планировал использовать некоторые из своих детских рисунков в качестве обложки, однако впоследствии изменил своё мнение, и наработки были использованы в альбоме Walls and Bridges. В сентябре 1974 года Мэй Пэнг посетила фестиваль Beatlefest по настоянию Леннона, где встретила Юргена Воллмера, старого друга The Beatles из Гамбурга, который фотографировал группу во время их пребывания в Гамбурге. Он продавал некоторые из своих фотографий, о чём Пэнг сообщила по телефону Леннону. Встретившись с Воллмером в Нью-Йорке, Леннон выбрал одну из его фотографий в качестве обложки для альбома.
На фото Леннон стоит в дверном проёме позади трёх размытых фигур, идущих вдоль улицы. Эти фигуры — Пол Маккартни, Джордж Харрисон и Стюарт Сатклифф.

## Список композиций
1. «Be-Bop-A-Lula» (Дэвис/Джин Винсент) — 2:39
2. «Stand By Me» (Джерри Либер/Майк Столлер/Бен Кинг) — 3:26
3. «Medley: Rip It Up/Ready Teddy» (Роберт Блэквелл/Джон Мараскалко) — 1:32
4. «You Can’t Catch Me» (Чак Берри) — 4:50
5. «Ain't That a Shame» (Фэтс Домино/Дэйв Бартоломью) — 2:38
6. «Do You Wanna Dance» (Бобби Фримэн) — 3:13
7. «Sweet Little Sixteen» (Чак Берри) — 2:59
8. «Slippin’ and Slidin’» (Пенниман/Бокедж/Коллинз/Смит) — 2:15
9. «Peggy Sue» (Джерри Эллисон/Норман Петти/Бадди Холли) — 2:02
10. «Medley: Bring It On Home to Me/Send Me Some Lovin’» (Сэм Кук/Марасалко/Ллойд Прайс) — 3:40
11. «Bony Moronie» (Ларри Уильямс) — 3:45
12. «Ya Ya» (Ли Дорси/Льюис/Морган Робертсон) — 2:17
13. «Just Because» (Ллойд Прайс) — 4:24

## Участники записи
В записи альбомы принимали участие следующие музыканты:
- Джон Леннон — гитара, клавишные, вокал;
- Хосе Фелисиано — гитара;
- Jesse Ed Davis — гитара;
- Eddie Mottau — гитара;
- Стив Кроппер — гитара;
- Peter Jameson — гитара;
- Клаус Форман — бас-гитара;
- Леон Расселл — клавишные;
- Ken Ascher — клавишные;
- Джим Келтнер — ударные;
- Hal Blaine — ударные;
- Arthur Jenkins — перкуссия;
- Nino Tempo — саксофон;
- Bobby Keys — саксофон;
- Dennis Morouse — горн;
- Frank Vicari — горн;
- Jeff Barry;
- Barry Mann;
- Joseph Temperley.

## Критика
Хотя некоторые критики описали альбом как «шаг назад», The Rolling Stone Album Guide написал: «Джон придаёт достоинства этим классическим композициям; его вокал чувственный, убедительный и нежный». AllMusic описал альбом как «вершину в следующем за Imagine творчестве».

## Чарты и сертификации
| Чарт (1975)                            | Позиция |
| -------------------------------------- | ------- |
| Australian Kent Music Report Chart     | 5       |
| Canadian RPM Albums Chart              | 5       |
| Japanese Oricon LP Chart               | 12      |
| New Zealand Albums Chart               | 11      |
| Norwegian VG-lista Albums Chart        | 9       |
| Swedish Albums Chart                   | 20      |
| UK Albums Chart                        | 6       |
| US Billboard 200                       | 6       |
| West German Media Control Albums Chart | 37      |

| Чарт (1981)     | Позиция |
| --------------- | ------- |
| UK Albums Chart | 64      |

| Чарт (1975)             | Позиция |
| ----------------------- | ------- |
| Australian Albums Chart | 40      |
| Canadian Albums Chart   | 37      |
| UK Albums Chart         | 48      |

| Регион               | Сертификаты |          |
| -------------------- | ----------- | -------- |
| Великобритания (BPI) | Золотой     | 100 000^ |
| США (RIAA)           | Золотой     |          |